# A Paksi FC 2007–2008-as szezonja
A Paksi FC 2007–2008-as szezonja szócikk a Paksi FC első számú férfi labdarúgócsapatának egy idényéről szól, mely sorozatban a 2., és összességében is a 2. idénye a csapatnak a magyar első osztályban. A klub fennállásának ekkor volt az 55. évfordulója.

## Mérkőzések
| Színmagyarázat | Színmagyarázat |
| -------------- | -------------- |
|                | Győzelem.      |
|                | Döntetlen.     |
|                | Vereség.       |

### Soproni Liga 2007–08

#### Őszi fordulók
| 1. forduló 2007. július 20. 19:00 |

| Zalaegerszegi TE                                | 3 – 1               | Paksi FC                                             |
| ----------------------------------------------- | ------------------- | ---------------------------------------------------- |
| Tóth 45' Waltner 60' 90+3' (11-esből) Vulin 86' | (1 – 1) Jegyzőkönyv | Márkus 6' Zováth 20' Kiss 41' Tököli 84' Balaskó 88′ |

| ZTE Aréna, Zalaegerszeg Nézőszám: 4 500 Játékvezető: Arany Tamás (magyar) |

| 2. forduló 2007. július 28. 18:00 |

| Paksi FC              | 1 – 4               | MTK Budapest                                    |
| --------------------- | ------------------- | ----------------------------------------------- |
| Márkus 2' 3' Éger 24' | (1 – 1) Jegyzőkönyv | Pátkai 9' 62' Kanta 75' Zsidai 82' Hrepka 90+2' |

| Fehérvári úti stadion, Paks Nézőszám: 3 500 Játékvezető: Sápi Csaba (magyar) |

| 3. forduló 2007. augusztus 4. 19:00 |

| Kaposvári Rákóczi                        | 2 – 1               | Paksi FC                                 |
| ---------------------------------------- | ------------------- | ---------------------------------------- |
| André Alves 9' Zahorecz 88' Šuljić 90+2' | (0 – 0) Jegyzőkönyv | Márkus 64' Hanák 23' Zováth 87' Éger 88' |

| Rákóczi Stadion, Kaposvár Nézőszám: 3 500 Játékvezető: Berger József (magyar) |

| 4. forduló 2007. augusztus 11. 17:00 |

| Paksi FC                                 | 0 – 3               | Budapest Honvéd                                              |
| ---------------------------------------- | ------------------- | ------------------------------------------------------------ |
| Tököli 37′ Heffler 56' Éger 60' Báló 60' | (0 – 2) Jegyzőkönyv | Hercegfalvi 14' Abraham 35' 48' Mogyorósi 29' Magasföldi 87' |

| Fehérvári úti stadion, Paks Nézőszám: 3 000 Játékvezető: Szabó Zsolt (magyar) |

| 5. forduló 2007. augusztus 20. 18:00 |

| Vasas                                     | 3 – 2               | Paksi FC                                                                     |
| ----------------------------------------- | ------------------- | ---------------------------------------------------------------------------- |
| Németh 70' Lázok 83' Tandari 88' Tóth 75′ | (0 – 1) Jegyzőkönyv | Heffler 40' 85' Horváth F. 65' Horváth S. 18' Molnár 51' Böde 70' Márkus 78' |

| Illovszky Rudolf Stadion, Budapest Nézőszám: 1 000 Játékvezető: Iványi Zoltán (magyar) |

| 6. forduló 2007. augusztus 25. 17:30 |

| Paksi FC                                    | 3 – 0               | Nyíregyháza Spartacus                          |
| ------------------------------------------- | ------------------- | ---------------------------------------------- |
| Hanák 47' Horváth 71' Márkus 90' Molnár 28' | (0 – 0) Jegyzőkönyv | Zabos 19' Menougong 52′ Bagoly 64' Ambrusz 77′ |

| Fehérvári úti stadion, Paks Nézőszám: 1 500 Játékvezető: Solymosi Péter (magyar) |

| 7. forduló 2007. szeptember 1. 16:30 |

| FC Tatabánya                                | 2 – 4               | Paksi FC                                                        |
| ------------------------------------------- | ------------------- | --------------------------------------------------------------- |
| Filó 17' 74' Hajdú 82' Kozak 60' Balogh 69' | (1 – 1) Jegyzőkönyv | Heffler 36' 69' 25' Molnár 56' Horváth 74' Buzás 45' Tamási 58' |

| Városi Stadion, Tatabánya Nézőszám: 1 200 Játékvezető: Bognár Tamás (magyar) |

| 8. forduló 2007. szeptember 15. 16:30 |

| Paksi FC    | 0 – 2               | Rákospalotai EAC                           |
| ----------- | ------------------- | ------------------------------------------ |
| Salamon 29' | (0 – 2) Jegyzőkönyv | Torma 30' Nyerges 36' Horváth 56' Erős 61' |

| Fehérvári úti stadion, Paks Nézőszám: 1 500 Játékvezető: Iványi Zoltán (magyar) |

| 9. forduló 2007. szeptember 22. 18:00 |

| FC Sopron                                             | 1 – 1               | Paksi FC                                          |
| ----------------------------------------------------- | ------------------- | ------------------------------------------------- |
| Zana 83' Károlyi 26' Belić 44' Csontos 59' Pintér 84' | (0 – 0) Jegyzőkönyv | Éger 75' Kovács 44' Tamási 65' Báló 78' Hanák 90' |

| Káposztás utcai Stadion, Sopron Nézőszám: 1 500 Játékvezető: Szilasi Szabolcs (magyar) |

- A mérkőzést törölték és 3–0-val a Paksi FC-nek került jóváírásra.

| 10. forduló 2007. szeptember 29. 16:00 |

| Paksi FC                                                     | 2 – 1               | FC Fehérvár                         |
| ------------------------------------------------------------ | ------------------- | ----------------------------------- |
| Buzás 48' (11-esből) 61' Tököli 90+3' Molnár 24' Horváth 36' | (0 – 1) Jegyzőkönyv | Éger 45' (öngól) Nagy 26' Dvéri 43' |

| Fehérvári úti stadion, Paks Nézőszám: 1 000 Játékvezető: Bognár Tamás (magyar) |

| 11. forduló 2007. október 6. 15:00 |

| Győri ETO                                           | 3 – 3               | Paksi FC                                           |
| --------------------------------------------------- | ------------------- | -------------------------------------------------- |
| Nikolov 9' Völgyi 62' Bogdanović 67' Stevanović 90' | (1 – 0) Jegyzőkönyv | Tököli 52' Balaskó 88' (11-esből) 81' Márkus 90+2' |

| ETO Park, Győr Nézőszám: 4 000 Játékvezető: Arany Tamás (magyar) |

| 12. forduló 2007. október 20. 18:00 |

| Újpest                                       | 3 – 1               | Paksi FC          |
| -------------------------------------------- | ------------------- | ----------------- |
| Dourandi 9' Kovács 29' Sándor 55' Vermes 36' | (2 – 0) Jegyzőkönyv | Kiss 80' Éger 56' |

| Szusza Ferenc Stadion, Budapest Nézőszám: 3 307 Játékvezető: Iványi Zoltán (magyar) |

| 13. forduló 2007. november 3. 13:30 |

| Paksi FC                                  | 2 – 2               | Diósgyőr                         |
| ----------------------------------------- | ------------------- | -------------------------------- |
| Tököli 79' Kiss 90' Tamási 22' Molnár 32' | (0 – 1) Jegyzőkönyv | Simon 42' Sipeki 65' Bessong 35' |

| Fehérvári úti stadion, Paks Nézőszám: 1 000 Játékvezető: Kassai Viktor (magyar) |

| 14. forduló 2007. november 10. 16:00 |

| Debreceni VSC            | 1 – 1               | Paksi FC                                |
| ------------------------ | ------------------- | --------------------------------------- |
| Kouemaha 54' Leandro 90' | (0 – 0) Jegyzőkönyv | Éger 74' Heffler 55' Hanák 76' Báló 78' |

| Oláh Gábor utcai stadion, Debrecen Nézőszám: 4 000 Játékvezető: Fábián Mihály (magyar) |

| 15. forduló 2007. november 24. 13:00 |

| Paksi FC                    | 1 – 1               | BFC Siófok              |
| --------------------------- | ------------------- | ----------------------- |
| Tököli 57' 87' Molnár 90+2' | (0 – 0) Jegyzőkönyv | Kanta 56' Forgács 90+1' |

| Fehérvári úti stadion, Paks Nézőszám: 1 000 Játékvezető: Bede Ferenc (magyar) |

#### Tavaszi fordulók
| 16. forduló 2008. február 23. 16:00 |

| Paksi FC | 0 – 3               | Zalaegerszegi TE                                                     |
| -------- | ------------------- | -------------------------------------------------------------------- |
| Éger 80' | (0 – 2) Jegyzőkönyv | Méyé 11' 22' Balázs 75' Botis 20' Koplárovics 40' Vulin 50' Tóth 73' |

| Fehérvári úti stadion, Paks Nézőszám: 500 Játékvezető: Iványi Zoltán (magyar) |

| 17. forduló 2008. március 1. 16:00 |

| MTK Budapest                                | 1 – 1               | Paksi FC                         |
| ------------------------------------------- | ------------------- | -------------------------------- |
| Kanta 78' Pintér 41' Pátkai 62' Horváth 77' | (0 – 1) Jegyzőkönyv | Báló 28' Kriston 40' Weitner 90′ |

| Hidegkuti Nándor Stadion, Budapest Nézőszám: 800 Játékvezető: Kassai Viktor (magyar) |

| 18. forduló 2008. március 8. 16:00 |

| Paksi FC                           | 1 – 1               | Kaposvári Rákóczi          |
| ---------------------------------- | ------------------- | -------------------------- |
| Tököli 72' 77′ Éger 76′ Zováth 84' | (0 – 0) Jegyzőkönyv | André Alves 80' Maróti 31' |

| Révész Géza utcai stadion, Siófok Nézőszám: 600 Játékvezető: Vad II. István (magyar) |

| 19. forduló 2008. március 15. 16:00 |

| Budapest Honvéd                                | 2 – 1               | Paksi FC                        |
| ---------------------------------------------- | ------------------- | ------------------------------- |
| Zsolnai 10' Genito 78' Smiljanić 43' Berdó 60' | (1 – 1) Jegyzőkönyv | Éger 22' Márkus 44' Horváth 72' |

| Bozsik József Stadion, Budapest Nézőszám: 2 000 Játékvezető: Andó-Szabó Sándor (magyar) |

| 20. forduló 2008. március 22. 16:00 |

| Paksi FC                                  | 3 – 0               | Vasas             |
| ----------------------------------------- | ------------------- | ----------------- |
| Böde 25' Zováth 53' Tököli 75' (11-esből) | (1 – 0) Jegyzőkönyv | Tóth 65′ Füzi 85′ |

| Fehérvári úti stadion, Paks Nézőszám: 1 500 Játékvezető: Arany Tamás (magyar) |

| 21. forduló 2008. március 29. 16:00 |

| Nyíregyháza Spartacus                  | 1 – 2               | Paksi FC                                          |
| -------------------------------------- | ------------------- | ------------------------------------------------- |
| Szilágyi 58' Miskolczi 72' Cornaci 75' | (0 – 0) Jegyzőkönyv | Weitner 90+2' Tököli 90+4' (11-esből) Kriston 27' |

| Nyíregyháza Városi Stadion, Nyíregyháza Nézőszám: 3 000 Játékvezető: Sápi Csaba (magyar) |

| 22. forduló 2008. április 5. 19:00 |

| Paksi FC                                         | 6 – 0               | FC Tatabánya                                           |
| ------------------------------------------------ | ------------------- | ------------------------------------------------------ |
| Kiss 12' Éger 22' Tököli 40' 61' 63' Kriston 56' | (3 – 0) Jegyzőkönyv | Németh 27' Farkas 35' Balogh 43′ Vámosi 66' Dienes 90' |

| Fehérvári úti stadion, Paks Nézőszám: 1 500 Játékvezető: Berger József (magyar) |

| 23. forduló 2008. április 12. 19:00 |

| Soproni REAC                                                        | 2 – 1               | Paksi FC                           |
| ------------------------------------------------------------------- | ------------------- | ---------------------------------- |
| Varga 14' 90' Somorjai 47' Torma 4' Erős 39' Sallai 43' Horváth 76' | (1 – 0) Jegyzőkönyv | Kiss 37' 43' Tököli 53' Molnár 69' |

| Sopron Nézőszám: 1 000 Játékvezető: Szabó Zsolt (magyar) |

| 24. forduló 2008. április 19. 16:00 |

| Paksi FC | 3 – 0               | FC Sopron |
| -------- | ------------------- | --------- |
|          | (0 – 0) Jegyzőkönyv |           |

| Fehérvári úti stadion, Paks |

- A mérkőzést törölték és 3–0-val a Paksi FC-nek került jóváírásra.

| 25. forduló 2008. április 26. 19:00 |

| FC Fehérvár                                       | 3 – 0               | Paksi FC             |
| ------------------------------------------------- | ------------------- | -------------------- |
| Dvéri 22' Nagy 70' 66' Koller 90' 82' Horváth 44' | (1 – 0) Jegyzőkönyv | Horváth 35' Éger 87' |

| Sóstói Stadion, Székesfehérvár Nézőszám: 3 315 Játékvezető: Veizer Roland (magyar) |

| 26. forduló 2008. május 3. 19:00 |

| Paksi FC                        | 2 – 1               | Győri ETO                       |
| ------------------------------- | ------------------- | ------------------------------- |
| Tököli 8' 17' Böde 21' Báló 82' | (2 – 0) Jegyzőkönyv | Tokody 85' Völgyi 26' Šupić 60' |

| Fehérvári úti stadion, Paks Nézőszám: 3 315 Játékvezető: Bede Ferenc (magyar) |

| 27. forduló 2008. május 12. 18:00 |

| Paksi FC                                      | 2 – 0               | Újpest |
| --------------------------------------------- | ------------------- | ------ |
| Tököli 44' Heffler 60' Kriston 24' Zováth 70' | (1 – 0) Jegyzőkönyv |        |

| Fehérvári úti stadion, Paks Nézőszám: 5 500 Játékvezető: Mészáros István (magyar) |

| 28. forduló 2008. május 17. 19:00 |

| Diósgyőr                                           | 3 – 3               | Paksi FC                                                    |
| -------------------------------------------------- | ------------------- | ----------------------------------------------------------- |
| Simon 49' 58' 82' (11-esből) Szélpál 39' Sebők 51' | (2 – 3) Jegyzőkönyv | Böde 31' 76' Tököli 40' (11-esből) 69' Horváth 15' Báló 80' |

| DVTK-stadion, Miskolc Nézőszám: 7 000 Játékvezető: Németh Ádám (magyar) |

| 29. forduló 2008. május 23. 19:00 |

| Paksi FC                              | 2 – 2               | Debreceni VSC                                                  |
| ------------------------------------- | ------------------- | -------------------------------------------------------------- |
| Báló 36' 36' Belényesi 69' Tamási 89' | (1 – 0) Jegyzőkönyv | Leandro 49' Bogdanović 73' Kouemaha 40' Huszák 55' Komlósi 63' |

| Fehérvári úti stadion, Paks Nézőszám: 4 000 Játékvezető: Solymosi Péter (magyar) |

| 30. forduló 2008. június 1. 19:00 |

| BFC Siófok                 | 1 – 1               | Paksi FC                      |
| -------------------------- | ------------------- | ----------------------------- |
| Melczer 36' Miklósvári 57' | (1 – 1) Jegyzőkönyv | Tamási 30' Hanák 75' Böde 90' |

| Révész Géza utcai stadion, Siófok Nézőszám: 500 Játékvezető: Fábián Mihály (magyar) |

#### A bajnokság végeredménye
|    | Csapat                | Játszott | Gy | D  | V  | LG | KG | GK  | Pont |
| -- | --------------------- | -------- | -- | -- | -- | -- | -- | --- | ---- |
| 1  | MTK Budapest          | 30       | 20 | 6  | 4  | 65 | 22 | +43 | 66   |
| 2  | Debreceni VSC         | 30       | 19 | 7  | 4  | 67 | 27 | +40 | 64   |
| 3  | Győri ETO             | 30       | 17 | 9  | 4  | 66 | 34 | +32 | 60   |
| 4  | Újpest                | 30       | 16 | 7  | 7  | 57 | 40 | +17 | 55   |
| 5  | FC Fehérvár           | 30       | 17 | 3  | 10 | 48 | 32 | +16 | 54   |
| 6  | Kaposvári Rákóczi     | 30       | 15 | 8  | 7  | 50 | 37 | +13 | 53   |
| 7  | Zalaegerszegi TE      | 30       | 13 | 7  | 10 | 55 | 39 | +15 | 46   |
| 8  | Budapest Honvéd       | 30       | 12 | 7  | 11 | 45 | 36 | +11 | 43   |
| 9  | Nyíregyháza Spartacus | 30       | 12 | 6  | 12 | 36 | 36 | 0   | 42   |
| 10 | Vasas                 | 30       | 12 | 5  | 13 | 42 | 45 | –3  | 41   |
| 11 | Paksi FC              | 30       | 10 | 9  | 11 | 53 | 50 | +3  | 39   |
| 12 | Rákospalotai EAC      | 30       | 8  | 9  | 13 | 44 | 58 | –14 | 33   |
| 13 | BFC Siófok            | 30       | 7  | 8  | 15 | 36 | 46 | –10 | 29   |
| 14 | Diósgyőr              | 30       | 5  | 13 | 12 | 45 | 63 | –18 | 28   |
| 15 | FC Tatabánya¹         | 30       | 3  | 4  | 23 | 37 | 92 | –55 | 13   |
| 16 | FC Sopron²            | törölve  |    |    |    |    |    |     |      |

* Gy: Győzelem D: Döntetlen V: Vereség LG: Lőtt gól KG: Kapott gól GK: Gólkülönbség
|  | A Bajnokok Ligája selejtezőjének második körébe jut     |
|  | Az UEFA-kupa selejtezőjének első fordulójába jut        |
|  | UEFA Intertotó Kupa selejtezőjének első fordulójába jut |
|  | Kiesők                                                  |

¹Az FC Tatabánya a 2008/09-es bajnokságra nem kért licencet.

²Jogerős licencmegvonás, és így kizárva a bajnokságból.

#### Az eredmények összesítése
Az alábbi táblázatban összesítve szerepelnek a Paksi FC 2007/08-as bajnokságban elért eredményei.
| Ősz/tavasz (forduló)    | Otthon | Otthon | Otthon | Otthon | Otthon | Otthon | Otthon | Idegenben | Idegenben | Idegenben | Idegenben | Idegenben | Idegenben | Idegenben |
| Ősz/tavasz (forduló)    | M      | GY     | D      | V      | LG–KG  | GK     | P      | M         | GY        | D         | V         | LG–KG     | GK        | P         |
| ----------------------- | ------ | ------ | ------ | ------ | ------ | ------ | ------ | --------- | --------- | --------- | --------- | --------- | --------- | --------- |
| Őszi szezon (1–15.)     | 7      | 2      | 2      | 3      | 9–13   | –4     | 8      | 8         | 2         | 2         | 4         | 16–17     | –1        | 8         |
| Tavaszi szezon (16–30.) | 8      | 5      | 2      | 1      | 19–7   | +12    | 17     | 7         | 1         | 3         | 3         | 9–13      | –4        | 6         |
| Összesen (1–30.)        | 15     | 7      | 4      | 4      | 28–20  | +8     | 25     | 15        | 3         | 5         | 7         | 25–30     | –5        | 14        |

#### Helyezések fordulónként
| Forduló  | 1  | 2  | 3  | 4  | 5  | 6  | 7  | 8  | 9  | 10 | 11 | 12 | 13 | 14 | 15 | 16 | 17 | 18 | 19 | 20 | 21 | 22 | 23 | 24 | 25 | 26 | 27 | 28 | 29 | 30 |
| -------- | -- | -- | -- | -- | -- | -- | -- | -- | -- | -- | -- | -- | -- | -- | -- | -- | -- | -- | -- | -- | -- | -- | -- | -- | -- | -- | -- | -- | -- | -- |
| Helyszín | I  | O  | I  | O  | I  | O  | I  | O  | I  | O  | I  | I  | O  | I  | O  | O  | I  | O  | I  | O  | I  | O  | I  | O  | I  | O  | O  | I  | O  | I  |
| Eredmény | V  | V  | V  | V  | V  | GY | GY | V  | GY | GY | D  | V  | D  | D  | D  | V  | D  | D  | V  | GY | GY | GY | V  | GY | V  | GY | GY | D  | D  | D  |
| Helyezés | 13 | 15 | 14 | 15 | 15 | 13 | 11 | 12 | 12 | 12 | 12 | 13 | 13 | 13 | 12 | 13 | 13 | 13 | 13 | 12 | 11 | 11 | 11 | 11 | 11 | 11 | 11 | 11 | 11 | 11 |

Helyszín: O = Otthon; I = Idegenben. Eredmény: GY = Győzelem; D = Döntetlen; V = Vereség.

### Magyar kupa
| 3. forduló 2007. augusztus 28. 18:00 |

| Ferencváros           | 0 – 0               | Paksi FC   |
| --------------------- | ------------------- | ---------- |
| Lipcsei 30' Rédei 58' | (0 – 0) Jegyzőkönyv | Tamási 62' |

| Üllői út, Budapest Nézőszám: 800 Játékvezető: Bede Ferenc (magyar) |

- Az alsóbb osztályú csapat (Ferencváros) jutott tovább.

### Ligakupa

#### Őszi csoportkör (A csoport)
| 1. forduló 2007. augusztus 8. 19:30 |

| Budapest Honvéd                                                       | 4 – 2               | Paksi FC                        |
| --------------------------------------------------------------------- | ------------------- | ------------------------------- |
| Debreceni 24' 47' Palásthy 29' Magasföldi 71' Bárányos 79' Vincze 81' | (2 – 1) Jegyzőkönyv | Báló 27' Brukner 73' Tamási 44' |

| Bozsik József Stadion, Budapest Játékvezető: Szilasi Szabolcs (magyar) |

| 2. forduló 2007. augusztus 22. 16:00 |

| Paksi FC                                     | 2 – 1               | FC Fehérvár          |
| -------------------------------------------- | ------------------- | -------------------- |
| Fehér 47' (öngól) Horváth 49' 35' Kőkuti 90' | (0 – 0) Jegyzőkönyv | Fehér 80' Vadász 55' |

| Fehérvári úti stadion, Paks |

| 3. forduló 2007. szeptember 9. 19:00 |

| Újpest                                                               | 4 – 1               | Paksi FC                         |
| -------------------------------------------------------------------- | ------------------- | -------------------------------- |
| Salamon 23' (öngól) Sándor 30' 51' Dourandi 62' Tisza 81' Vermes 69' | (2 – 1) Jegyzőkönyv | Tököli 27' Buzás 43′ Horváth 66' |

| Szusza Ferenc Stadion, Budapest Játékvezető: Sulyok Gergely (magyar) |

| 4. forduló 2007. szeptember 19. 16:00 |

| Paksi FC                                     | 1 – 2               | Újpest                                                      |
| -------------------------------------------- | ------------------- | ----------------------------------------------------------- |
| Tamási 44' Balaskó 32' Vári 51' Molnár 90+1' | (1 – 1) Jegyzőkönyv | Do-Kweon 40' Dourandi 67' Korcsmár 17' Böjte 59′ Foxi 90+1' |

| Fehérvári úti stadion, Paks Játékvezető: Erdős József (magyar) |

| 5. forduló 2007. október 3. 15:00 |

| Paksi FC                   | 4 – 0               | Budapest Honvéd                   |
| -------------------------- | ------------------- | --------------------------------- |
| Márkus 9' 20' 56' Báló 41' | (3 – 0) Jegyzőkönyv | Vincze 21' Koós 25' Mogyorósi 80' |

| Fehérvári úti stadion, Paks Játékvezető: Kiss Norbert (magyar) |

| 6. forduló 2007. október 9. 17:00 |

| FC Fehérvár                                                                  | 3 – 1               | Paksi FC    |
| ---------------------------------------------------------------------------- | ------------------- | ----------- |
| Kocsis 6' Farkas 65' Sitku 83' Horváth 12' Simek 18' Koller 61' Csobánki 72' | (1 – 1) Jegyzőkönyv | Balaskó 21' |

| Sóstói Stadion, Székesfehérvár Játékvezető: Bede Ferenc (magyar) |

#### Az A csoport végeredménye
| Csapat          | M | Gy | D | V | G+ | G– | Gk | P  |
| --------------- | - | -- | - | - | -- | -- | -- | -- |
| FC Fehérvár     | 6 | 3  | 1 | 2 | 15 | 9  | +6 | 10 |
| Újpest          | 6 | 3  | 1 | 2 | 15 | 14 | +1 | 10 |
| Budapest Honvéd | 6 | 2  | 2 | 2 | 12 | 16 | –4 | 8  |
| Paksi FC        | 6 | 2  | 0 | 4 | 11 | 14 | –3 | 6  |

#### Tavaszi csoportkör (B csoport)
| 1. forduló 2007. november 30. 11:00 |

| Paksi FC                                 | 3 – 1               | FC Fehérvár |
| ---------------------------------------- | ------------------- | ----------- |
| Balaskó 21' Kiss 49' Vári 50' Molnár 89′ | (1 – 0) Jegyzőkönyv | Disztl 75'  |

| Sóstói Stadion, Székesfehérvár Játékvezető: Németh Ádám (magyar) |

| 2. forduló 2007. december 5. 13:00 |

| Kaposvári Rákóczi                                                | 4 – 5               | Paksi FC                                                                      |
| ---------------------------------------------------------------- | ------------------- | ----------------------------------------------------------------------------- |
| Grúz 43' André Alves 47' Bozović 55' 90+2' Pintér 51' Šuljić 90' | (1 – 2) Jegyzőkönyv | Éger 7' Salamon 41' Böde 62' 76' Kiss 69' Vári 90' 77' Tamási 15' Balaskó 32' |

| Rákóczi Stadion, Kaposvár Játékvezető: Király Krisztián (magyar) |

| 3. forduló 2007. december 8. 11:00 |

| BFC Siófok                                          | 4 – 2               | Paksi FC                                                        |
| --------------------------------------------------- | ------------------- | --------------------------------------------------------------- |
| Fülöp 24' Kozmor 67' Molnár 79' (öngól) Csopaki 85' | (1 – 2) Jegyzőkönyv | Heffler 14' 52' Kiss 28' Báló 22' Molnár 23' Böde 59' Szabó 65' |

| Sóstói Stadion, Székesfehérvár Játékvezető: Iványi Zoltán (magyar) |

| 4. forduló 2008. február 16. 14:00 |

| Paksi FC                           | 3 – 0               | BFC Siófok |
| ---------------------------------- | ------------------- | ---------- |
| Kiss 13' Balaskó 36' Belényesi 90' | (2 – 0) Jegyzőkönyv |            |

| Fehérvári úti stadion, Paks Játékvezető: Vad II. István (magyar) |

| 5. forduló 2008. február 20. 14:00 |

| FC Fehérvár | 0 – 1               | Paksi FC                              |
| ----------- | ------------------- | ------------------------------------- |
|             | (0 – 1) Jegyzőkönyv | Weitner 37' 82' Hanák 13' Kriston 64' |

| Sóstói Stadion, Székesfehérvár Játékvezető: Erdős József (magyar) |

| 6. forduló 2008. február 27. 14:00 |

| Paksi FC                             | 2 – 1               | Kaposvári Rákóczi                                |
| ------------------------------------ | ------------------- | ------------------------------------------------ |
| Báló 25' 27' Weitner 59' Pokorni 60' | (2 – 0) Jegyzőkönyv | Bozović 61' Márton 28' Petrók 45' Szolomájer 83' |

| Fehérvári úti stadion, Paks Játékvezető: Király Krisztián (magyar) |

#### A B csoport végeredménye
| Csapat            | M | Gy | D | V | G+ | G– | Gk | P  |
| ----------------- | - | -- | - | - | -- | -- | -- | -- |
| Paks              | 6 | 5  | 0 | 1 | 16 | 10 | +6 | 15 |
| BFC Siófok        | 6 | 3  | 0 | 3 | 15 | 13 | +2 | 9  |
| Kaposvári Rákóczi | 6 | 3  | 0 | 3 | 11 | 11 | 0  | 9  |
| FC Fehérvár       | 6 | 1  | 0 | 5 | 7  | 15 | –8 | 3  |

#### Tavaszi negyeddöntő
| 2008. március 5. 14:30 |

| Győri ETO    | 1 – 1               | Paksi FC                |
| ------------ | ------------------- | ----------------------- |
| Pákolicz 39' | (1 – 0) Jegyzőkönyv | Tamási 88' 64' Böde 57' |

| ETO Park, Győr Játékvezető: Bognár Tamás (magyar) |

| 2008. március 12. 13:30 |

| Paksi FC    | 1 – 2               | Győri ETO              |
| ----------- | ------------------- | ---------------------- |
| Balaskó 88' | (0 – 0) Jegyzőkönyv | Lappints 72' Sánta 81' |

| Fehérvári úti stadion, Paks Játékvezető: Solymosi Péter (magyar) |

## Külső hivatkozások
- A csapat hivatalos honlapja (magyarul)
- A Magyar Labdarúgó Szövetség honlapja, adatbankja (magyarul)